# Ordre du Mérite de Bade-Wurtemberg
L'ordre du Mérite de Bade-Wurtemberg est la plus haute distinction décernée par le Land de Bade-Wurtemberg. Il est attribué à la décision du ministre-président pour des services "au service de l'intérêt général, en particulier dans les domaines politique, social, culturel et économique".

## Histoire
Ce prix est créé sous le titre de Médaille du mérite le 26 novembre 1974 par l'annonce du Premier ministre sur la création de la Médaille du mérite de Bade-Wurtemberg.
Par un avis du 26 juin 2009, un nouveau statut de fondation est publié et est renommé « ordre du mérite de Bade-Wurtemberg.
En raison d'une nouvelle modification de l'annonce de la fondation le 3 février 2016, la conception de la décoration est fondamentalement modifiée. Le ministère d'État de Bade-Wurtemberg choisi un projet de l'Académie des beaux-arts de Stuttgart. Depuis lors, l'ordre du Mérite n'est plus donné sous forme de médaille, mais sous la forme d'une croix stylisée. La première attribution de l'ordre du Mérite dans sa nouvelle forme a lieu le 23 avril 2016 au château de Ludwigsbourg.

## Insigne
Dans la conception originale, qui est décernée jusqu'en 2016, l'ordre du Mérite était une médaille d'or. Sur l'avers, la médaille montrait le grand blason et l'inscription BADEN-WÜRTTEMBERG, au dos une branche de laurier stylisée et l'inscription FOR MERIT. Il était porté sur une bande à rayures longitudinales avec les couleurs du pays noir et jaune ou or sur le haut de la poitrine.
Depuis le changement du 3 février 2016, l'ordre du Mérite est une croix stylisée de couleur dorée avec un médaillon au centre, sur laquelle sont représentés le grand blason et les mots BADEN-WÜRTTEMBERG. L'ordre du Mérite est porté, plutôt atypique pour les ordres et décorations allemands, sur une bande pliée aux couleurs nationales sur la poitrine en haut à gauche. L'ordre du Mérite peut également être porté comme une médaille ou une rosace aux couleurs nationales.

## Attribution
L'attribution de l'ordre du mérite est faite par le ministre-président. Une demande peut être lancée dans les bureaux du maire et des bureaux de district ou directement auprès du Premier ministre. Les membres du gouvernement provincial de leur secteur d'activité respectif et le président du parlement de l'État pour les membres et les employés du parlement de l'État ont le droit de faire des propositions. Le Premier ministre statue sur la demande après consultation du Conseil des ministres.
Le nombre de membres vivants de l'ordre du Mérite est limité à 1 000 personnes. Depuis 1975, l'Ordre a été attribué 1860 fois.